# Dyerophytum indicum
Dyerophytum indicum är en triftväxtart som först beskrevs av Lilian Suzette Gibbs och Robert Wight, och fick sitt nu gällande namn av Carl Ernst Otto Kuntze. Dyerophytum indicum ingår i släktet Dyerophytum och familjen triftväxter. Inga underarter finns listade i Catalogue of Life.